# Georges Griveau
Louis Antoine Georges Griveau (1863-1943) est un peintre et graveur français, auteur de portraits et de paysages.

## Biographie
Né à Paris 8e le 26 janvier 1863, Georges Griveau est le frère cadet de Lucien Griveau (1858-1923), également peintre.
Élève de Jean-Léon Gérôme aux Beaux-arts de Paris, il expose au Salon des artistes français à partir de 1886 des portraits. En 1892, il devient membre de la Société nationale des beaux-arts et expose régulièrement à leur salon (au moins jusqu'en 1914), cette fois des paysages et des scènes de genre, en plus de portraits. La graphie de son com complet est parfois « Georges A.-L. Griveau ». Il apprend la gravure auprès de Jules-Ferdinand Jacquemart.
En 1900, il participe à la Sécession de Berlin et en mars, à la première exposition de la Société nouvelle de peintres et de sculpteurs, galerie Georges Petit (Paris). Il est alors proche d'un groupe de peintres surnommé par la critique la « Bande noire ».
En juin 1905, il est présent à la IXe Internationale Kunstausstellung de Munich et en mai 1907, à la grande exposition d'art français de Stuttgart. Enfin, il fait partie des peintres français présents à l'exposition universelle de 1913 à Gand.
Le 22 septembre 1914, il épouse Lina Jeanne Frédérique Morlok.
Il est nommé chevalier de la Légion d'honneur en août 1931. 
Il meurt en l'Hôtel-Dieu de Paris, le 9 décembre 1943.

## Œuvre
Outre l'huile sur toile, Griveau emploie par ailleurs l'aquarelle. On connaît de lui des eaux-fortes entre autres pour les éditions de La Plume. Ary Renan, dans Le Journal considérait ses marines à la hauteur de celles d'un Eugène Boudin.

### Collections publiques
- Amiens, musée de Picardie, Ma Chambre, huile sur toile, avant 1892[8].
- Châlons-en-Champagne, musée des Beaux-Arts et d'Archéologie Place du cloître à Périgueux, huile sur toile, avant 1898[9].
- Paris, CNAP[10], Le Fil d'argent de la Marne, huile sur toile, 1914, dépôt à la préfecture de Versailles[11].
- Paris, musée d'Orsay :
  - Le Parc et le château de Prunay à Louveciennes, huile sur toile, vers 1884.
  - Madame Jules Coignet, huile sur toile, vers 1884.
  - Tour du château de Tonquédec : soir, huile sur toile, vers 1895.
  - Tape autour, le charron, huile sur toile, dépôt à la BNF.
  - Porte de ferme, paysage, huile sur toile, avant 1929[12].
  - Portrait d'un prêtre, huile sur toile.
- Strasbourg, musée des beaux-art de Strasbourg, Le Double Pont de Schwäbisch Hall, huile sur toile, avant 1912.